# A Very Backstreet Christmas
A Very Backstreet Christmas (на български: Бекстрийт Коледа в много) е десетият (девети за САЩ) студиен и първият коледен албум на американската поп-група Бекстрийт Бойс издаден през октомври 2022 година. Първоначално е планиран за излизане през 2021 г., но поради пандемията от COVID-19 беше отложен за следващата година. Албумът заема 17-то място в класацията за албуми.

## Списък с песните

### Оригинален траклист
1. „White Christmas“ – 2:46
2. „The Christmas Song“ – 3:42
3. „Winter Wonderland“ – 1:41
4. „Have Yourself a Merry Little Christmas“ – 3:31
5. „Last Christmas“ – 3:46
6. „O Holy Night“ – 3:28
7. „This Christmas“ – 3:17
8. „Same Old Lang Syne“ – 4:26
9. „Silent Night“ – 2:43
10. „I'll Be Home for Christmas“ – 3:05
11. „Christmas in New York“ – 4:33
12. „Together“ – 3:23
13. „Happy Days“ – 3:20

### Target и Делукс издание
1. „Feliz Navidad“ – 2:52
2. „It's Christmas Time Again“ – 3:23